# ミハイル・カウフマン

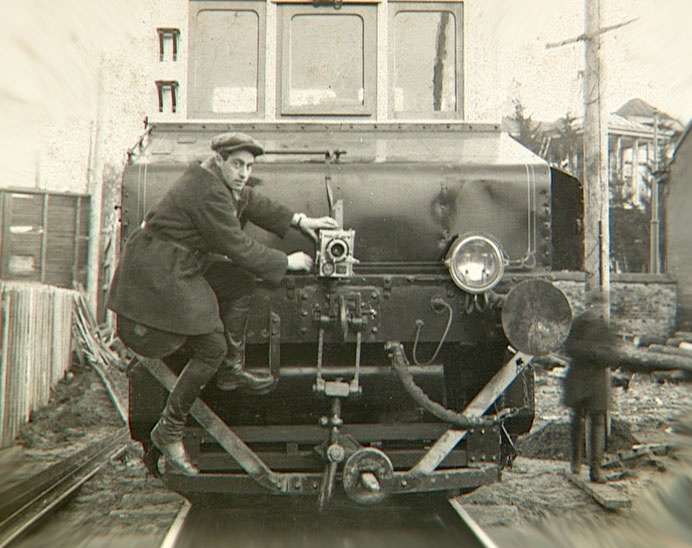
汽車からの撮影。

ミハイル・アベロヴィッチ・カウフマン（ロシア語: Михаи́л А́белевич Ка́уфман、英語: Mikhail Abelovich Kaufman、1897年 - 1980年3月11日）は、ロシアの撮影監督、写真家。彼は、映画制作者ジガ・ヴェルトフ（デニス・カウフマン）の弟、また、撮影監督ボリス・カウフマンの兄である。
カウフマンは、当時ロシア帝国の一部であったグロドノ県ビャウィストクのユダヤ人知識階層の家庭に生まれた。
1920年代、ロシア内戦から戻ったミハイル・カウフマンは、ヴェルトフからニュース映画シリーズ『キノ・プラウダ』にカメラマンとして参加する機会を提供された。
ミハイル・カウフマンは、数本の映画の撮影監督を務めたが、その中には、ヴェルトフの1929年の映画『カメラを持った男』が含まれていた。この映画は、メタリファレンスを主題としており、革新的な視覚効果がふんだんに盛り込まれていたが、その中でカウフマンはカメラマンとして働いて、高い橋の上を歩き、汽車の横にぶら下がり、煙突に登り、坑夫たちとともに地下を這いながら、ひたすら最高の映像を求めて撮影する姿が捉えられている。兄嫁で、編集を担当したエリザベータ・スヴィロワを加えた「3人委員会」は、「演劇や文学から持ち込まれた＜異物＞を混ぜ込んでいたそれまでの映画に＜死刑宣告＞を突きつけた」のであった。
ミハイル・カウフマンは、2本の映画、1927年の映画『Moscow』と1929年の映画『In Spring』を監督した。『カメラを持った男』の撮影後、程なくして、カウフマンとヴェルトフは芸術的な見解の相違から、袂を分かった。その後ふたりは、一緒に仕事をすることはなかった。
カウフマンは、モスクワで死去した。